# Uparty Keraban
Uparty Keraban (tytuł przekładany był jako Keraban uparty) (fr. Kéraban-le-Têtu, 1883) – dwutomowa powieść Juliusza Verne’a z cyklu Niezwykłe podróże złożona z 17 rozdziałów (1. tom) oraz 16 rozdziałów (2. tom). 
Pierwszy polski przekład, pt. Keraban uparty, w tłumaczeniu Joanny Belejowskiej, pojawił się w 1884 (w odcinkach) w czasopiśmie Przyjaciel Dzieci.

## Zarys fabuły

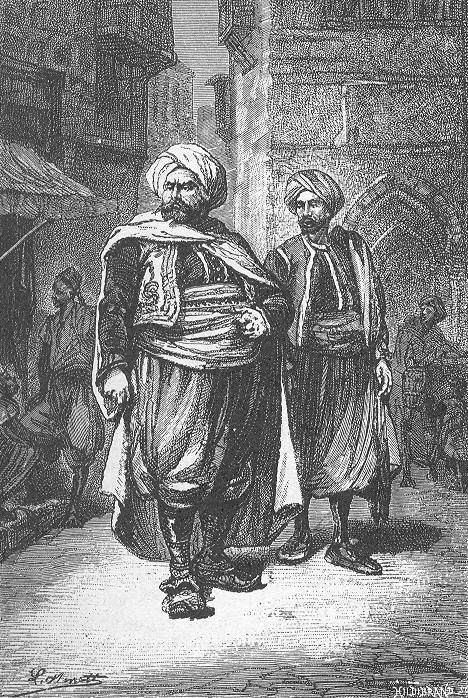
Keraban Uparty na ilustracji Léona Benetta.

Tytułowy uparty bohater, nie chcąc płacić za transport na drugą stronę cieśniny Bosfor, woli objechać Morze Czarne, aby dostać się na drugą stronę, czyli pokonać 2800 km zamiast ok. 1 km. A tymczasem jego wrogowie zamierzają porwać narzeczoną jego siostrzeńca.